# NGC 4874
NGC 4874是一個巨大的橢圓星系，大約比銀河系大了10倍，位於后髮座星系團的中心。在它強大的重力吸引下，它保有恆星的球狀星團超過了30,000個，甚至掌控住了幾個矮星系。